# Little Miss Sumo
Little Miss Sumo és una pel·lícula documental del 2018 dirigida i escrita per Matt Kay. La premissa gira al voltant de la lluitadora de sumo Hiyori Kon, de vint anys, una de les poques dones que practica aquest esport. El documental està subtitulat al català.
Little Miss Sumo es va estrenar al Festival de Cinema de Londres de 2018 i es va estrenar el 28 d'octubre de 2019 a Netflix.